# Municipio de Upper Milford
El municipio de Upper Milford  (en inglés: Upper Milford Township) es un municipio ubicado en el condado de Lehigh en el estado estadounidense de Pensilvania. En el año 2000 tenía una población de 6.889 habitantes y una densidad poblacional de 148.5 personas por km².

## Geografía
El municipio de Upper Milford se encuentra ubicado en las coordenadas 40°31′00″N 75°28′59″O / 40.51667, -75.48306.

## Demografía
Según la Oficina del Censo en 2000 los ingresos medios por hogar en la localidad eran de $66,694 y los ingresos medios por familia eran $72,159. Los hombres tenían unos ingresos medios de $47,532 frente a los $29,538 para las mujeres. La renta per cápita para la localidad era de $30,454. Alrededor del 1,3% de la población estaban por debajo del umbral de pobreza.